# Бюкле
Бюкле (норв. Bykle) – комуна у фюльке Агдер, Норвегія (давніше — у фюльке Еуст-Агдер). Адміністративний центр – село Бюкле.

## Історія
Заснована 1902 року.

## Населення
Згідно з даними за 2005 рік у комуні мешкало 857 осіб. Густота населення становила 0,59 осіб/км². За кількістю населення посідає 419-тє місце серед комун Норвегії.
| населення станом на 1 січня 2005 |        |          |       |
|                                  | жінки  | чоловіки | разом |
| ос.                              | 432    | 425      | 857   |
| %                                | 50,41% | 49,59%   | 100%  |

| освіченість населення станом на 1 жовтня 2004 |           |         |        |          |
|                                               | початкова | середня | вища   | невідомо |
| ос.                                           | 125       | 372     | 140    | 32       |
| %                                             | 18,68%    | 55,61%  | 20,93% | 4,78%    |

## Освіта
Згідно з даними на 1 жовтня 2004 року в комуні було 2 початкових школи (норв. grunnskolar), у яких навчалося 129 учнів.